# Amatersko prvenstvo Francije 1956
Amatersko prvenstvo Francije 1956 v tenisu.

## Moški posamično
Lewis Hoad :  Sven Davidson  6-4, 8-6, 6-3

## Ženske posamično
Althea Gibson :  Angela Mortimer  6-0, 12-10

## Moške dvojice
Don Candy /  Robert Perry  :  Ashley Cooper /  Lew Hoad  7–5, 6–3, 6–3

## Ženske dvojice
Angela Buxton /  Althea Gibson :  Darlene Hard /  Dorothy Head Knode 6–8, 8–6, 6–1

## Mešane dvojice
Thelma Coyne Long /  Luis Ayala :  Doris Hart /  Bob Howe  4–6, 6–4, 6–1